# 映像技術賞
映像技術賞（えいぞうぎじゅつしょう）は、財団法人日本映画テレビ技術協会の主催により、映画・テレビ制作の優れた技術や開発に貢献した作品を顕彰する賞。
技術開発そのものを顕彰する技術開発賞と併せて毎年6月に発表される。対象は前々年の12月1日から前年の11月末まで。
2001年に発足し、映画・テレビ制作における優れた技術や開発の振興を目的とする。
技術カテゴリごとに映像技術賞と映像技術奨励賞が選出される。
前身は「日本映画技術賞」（1947年度～2000年度）と「日本テレビ技術賞」（1961年度～2000年度、1980年度に「日本テレフィルム技術賞」から名称変更）。

## 日本映画技術賞
| 期間          | 賞名           | 受賞者                                        | 作品                                         |
| ------------- | -------------- | --------------------------------------------- | -------------------------------------------- |
| 1951年 第5回  | 撮影賞         | 伊佐山三郎                                    | 雪割草                                       |
| 1951年 第5回  | 撮影賞         | 完倉泰一                                      | 資源に挑む                                   |
| 1951年 第5回  | 撮影賞         | 磯野剛男                                      | 日本ニュース272号 噴き出す灼熱の流れ         |
| 1951年 第5回  | 撮影賞         | 理研映画社                                    | 理研文化ニュース229号 アナタハン部隊帰る     |
| 1951年 第5回  | 録音賞         | 理研映画社                                    | 理研文化ニュース229号 アナタハン部隊帰る     |
| 1951年 第5回  | 照明賞         | 久保田行一                                    | 雪割草                                       |
| 1951年 第5回  | 編集賞         | 理研映画社                                    | 理研文化ニュース229号 アナタハン部隊帰る     |
| 1951年 第5回  | 特殊技術賞     | 新東宝技術課                                  | ブンガワンソロ                               |
| 1952年 第6回  | 撮影賞         | 日本映画新社技術部                            | 朝日ニュース349号 東京メーデー事件           |
| 1952年 第6回  | 撮影賞         | 小林米作                                      | 結核の生態                                   |
| 1952年 第6回  | 撮影賞         | 中井朝一                                      | 生きる                                       |
| 1952年 第6回  | 録音賞         | 矢野口文雄、三縄一郎                          | 生きる                                       |
| 1952年 第6回  | 照明賞         | 岡本健一                                      | 西陣の姉妹                                   |
| 1952年 第6回  | 特殊技術賞     | 横田達之                                      | 死の街を逃れて                               |
| 1953年 第7回  | 撮影賞         | 三浦光雄                                      | 煙突の見える場所                             |
| 1953年 第7回  | 撮影賞         | 林田重男                                      | 世界の動き 朝鮮                              |
| 1953年 第7回  | 撮影賞         | 曽我崎国臣                                    | 毎日世界ニュース第97号 豪雨北九州を襲う      |
| 1953年 第7回  | 撮影賞         | 松本久弥                                      | 朝日ニュース第423号 お迎えさん               |
| 1953年 第7回  | 美術賞         | 丸茂孝                                        | 縮図                                         |
| 1953年 第7回  | 録音賞         | 西井憲一                                      | 地の果てまで                                 |
| 1953年 第7回  | 照明賞         | 石井長四郎                                    | 青色革命                                     |
| 1953年 第7回  | 現像賞         | 東洋現像所                                    | 地獄門                                       |
| 1954年 第8回  | 撮影賞         | 宮川一夫                                      | 近松物語                                     |
| 1954年 第8回  | 撮影賞         | 中井朝一                                      | 七人の侍                                     |
| 1954年 第8回  | 撮影賞         | 小村静夫                                      | 佐久間ダム                                   |
| 1954年 第8回  | 撮影賞         | 毎日世界ニューススタッフ                      | 毎日世界ニュース第145号 衆院大乱闘事件       |
| 1954年 第8回  | 美術賞         | 松山崇                                        | 七人の侍                                     |
| 1954年 第8回  | 録音賞         | 下永尚                                        | 山の音                                       |
| 1954年 第8回  | 録音賞         | 毎日世界ニューススタッフ                      | 毎日世界ニュース第145号 衆院大乱闘事件       |
| 1954年 第8回  | 照明賞         | 岡本健一                                      | 近松物語                                     |
| 1954年 第8回  | 編集賞         | 伊勢長之助                                    | 佐久間ダム                                   |
| 1954年 第8回  | 特殊技術賞     | 円谷英二                                      | ゴジラ                                       |
| 1954年 第8回  | TV映画技術賞   | NHK映画部                                     | 悲喜交々                                     |
| 1954年 第8回  | 特別賞         | 依田孝喜                                      | 白き神々の座                                 |
| 1955年 第9回  | 撮影賞         | 日本映画新社                                  | 朝日ニュース第511号 楽しい修学旅行を         |
| 1955年 第9回  | 撮影賞         | 三浦光雄                                      | 夫婦善哉                                     |
| 1955年 第9回  | 録音賞         | 藤好昌生                                      | 夫婦善哉                                     |
| 1955年 第9回  | 照明賞         | 久保田行一                                    | 楊貴妃                                       |
| 1955年 第9回  | 色彩撮影賞     | 杉山公平                                      | 楊貴妃                                       |
| 1955年 第9回  | 色彩撮影賞     | 白井茂                                        | フランスの美術                               |
| 1955年 第9回  | 色彩撮影賞     | 大小島嘉一                                    | 新しい米づくり                               |
| 1955年 第9回  | 色彩撮影賞     | 瀬川順一                                      | 日本の鉄鋼                                   |
| 1955年 第9回  | TV映画技術賞   | NHK                                           | ぽくらの家                                   |
| 1957年 第11回 | 撮影賞         | 宮川一夫                                      | 夜の蝶                                       |
| 1957年 第11回 | 撮影賞         | 林田重男                                      | 南極大陸                                     |
| 1957年 第11回 | 美術賞         | 村木与四郎                                    | 蜘蛛巣城                                     |
| 1957年 第11回 | 録音賞         | 岩田広一                                      | 米                                           |
| 1957年 第11回 | 録音賞         | 宮崎正信                                      | 地球防衛軍                                   |
| 1957年 第11回 | 照明賞         | 中岡源権                                      | 朱雀門                                       |
| 1957年 第11回 | 特殊技術賞     | 円谷英二                                      | 地球防衛軍                                   |
| 1957年 第11回 | 特殊技術賞     | 東京シネマ技術部                              | 太陽と電波                                   |
| 1957年 第11回 | TV映画技術賞   | 東京テレビ映画社技術課 ラジオ東京テレビ技術部 | カメラで把えた人工衛星                       |
| 1961年 第15回 | 撮影賞         | 宮島義勇                                      | 人間の条件                                   |
| 1961年 第15回 | 撮影賞         | 日本映画新社                                  | 朝日ニュース第842号 釜ケ崎の手配師           |
| 1961年 第15回 | 撮影賞         | 小林米作                                      | 潤滑油                                       |
| 1961年 第15回 | 美術賞         | 中村公彦                                      | 豚と軍艦                                     |
| 1961年 第15回 | 美術賞         | 下沢敬悟                                      | はだかっ子                                   |
| 1961年 第15回 | 録音賞         | 矢野口文雄、下永尚                            | 世界大戦争                                   |
| 1961年 第15回 | 選奨賞         | 豊島良三                                      | 永遠の人                                     |
| 1961年 第15回 | 特殊技術特別賞 | 横田達之、相坂操一                            | 釈迦                                         |
| 1961年 第15回 | 撮影特別賞     | 今井ひろし                                    | 釈迦                                         |
| 1961年 第15回 | 美術特別賞     | 伊藤憙朔、内藤昭                              | 釈迦                                         |
| 1961年 第15回 | 録音特別賞     | 大角正夫                                      | 釈迦                                         |
| 1961年 第15回 | 照明特別賞     | 岡本健一                                      | 釈迦                                         |
| 1965年 第19回 | 撮影賞         | 姫田真佐久                                    | 日本列島                                     |
| 1965年 第19回 | 撮影賞         | 田村修一                                      | 朝日ニュース第1061号 渦まく車の中で          |
| 1965年 第19回 | 撮影賞         | 杉崎理                                        | 石油の詩                                     |
| 1965年 第19回 | 美術賞         | 阿久根巌                                      | 侍                                           |
| 1965年 第19回 | 録音賞         | 渡会伸                                        | 赤ひげ                                       |
| 1965年 第19回 | 照明賞         | 中村明                                        | 怪談                                         |
| 1965年 第19回 | 特殊技術賞     | 円谷英二                                      | 太平洋奇跡の作戦 キスカ                      |
| 1965年 第19回 | 特別賞         | 東映化学                                      | 飢餓海峡                                     |
| 1966年 第20回 | 撮影賞         | 姫田真佐久                                    | 人類学入門                                   |
| 1966年 第20回 | 撮影賞         | 高橋宜雄、正木凌                              | 朝日ニュース第1077号 ある生活－受験記        |
| 1966年 第20回 | 撮影賞         | 奥村祐治、関晴夫                              | しょう油                                     |
| 1966年 第20回 | 撮影賞         | 金山富男                                      | 伝統工芸－わざと人－                         |
| 1966年 第20回 | 色彩撮影賞     | 宮川一夫                                      | 刺青                                         |
| 1966年 第20回 | 照明賞         | 和多田弘                                      | 湖の琴                                       |
| 1966年 第20回 | 特殊技術賞     | 円谷英二                                      | 怪獣大戦争                                   |
| 1969年 第23回 | 撮影賞         | 中尾駿一郎                                    | 橋のない川                                   |
| 1969年 第23回 | 美術賞         | 間野重雄                                      | 盲獣                                         |
| 1969年 第23回 | 録音賞         | 田中信行                                      | 死ぬにはまだ早い                             |
| 1969年 第23回 | 照明賞         | 美間博                                        | 人斬り                                       |
| 1981年 第35回 | 撮影賞         | 中尾駿一郎                                    | 日本の熱い日々 謀殺・下山事件                |
| 1981年 第35回 | 撮影賞         | 酒井照夫                                      | 地球よ永遠に                                 |
| 1981年 第35回 | 撮影賞         | 瀬川順一                                      | 水俣の図・物語                               |
| 1981年 第35回 | 美術賞         | 重田重盛                                      | 北斉漫画                                     |
| 1981年 第35回 | 録音賞         | 矢野口文雄                                    | 連合艦隊                                     |
| 1981年 第35回 | 奨励賞         | 桑名忠之                                      | 野菊の墓                                     |
| 1983年 第37回 | 撮影賞         | 椎塚彰                                        | 南極物語                                     |
| 1983年 第37回 | 撮影賞         | 田中正、中尾駿一郎、木塚誠一、完倉泰一        | よみがえる東塔                               |
| 1983年 第37回 | 美術賞         | 芳野尹孝                                      | この子を残して                               |
| 1983年 第37回 | 録音賞         | 瀬川徹夫                                      | よみがえる東塔                               |
| 1983年 第37回 | 照明賞         | 岩木保夫                                      | 楢山節考                                     |
| 1983年 第37回 | 照明賞         | 大森公平                                      | 海底炭鉱に生きる                             |
| 1983年 第37回 | 撮影特別賞     | 鹿野賢三                                      | 南極                                         |
| 1984年 第38回 | 撮影賞         | 森田富士郎                                    | 序の舞                                       |
| 1984年 第38回 | 美術賞         | 井川徳道、佐野義和                            | 序の舞                                       |
| 1984年 第38回 | 録音賞         | 高橋和久、小尾幸魚                            | 上海バンスキング                             |
| 1984年 第38回 | 照明賞         | 望月英樹                                      | おはん                                       |
| 1984年 第38回 | CM撮影賞       | 大前和美                                      | ニッカウ井スキー浪漫の灯はいまも尾           |
| 1984年 第38回 | 撮影特別賞     | 五十畑幸勇                                    | おはん                                       |
| 1984年 第38回 | CM撮影特別賞   | 蒲田厚司                                      | 古代埼玉のあけぼの 稲荷山古墳と115文字のなぞ |
| 1985年 第39回 | 撮影賞         | 斉藤孝雄、上田正治                            | 乱                                           |
| 1985年 第39回 | 撮影賞         | 山崎堯也                                      | 奥羽の鷹使い                                 |
| 1985年 第39回 | 美術賞         | 村木与四郎、村木忍                            | 乱                                           |
| 1985年 第39回 | 録音賞         | 矢野口文雄、吉田庄太郎                        | 乱                                           |
| 1985年 第39回 | 照明賞         | 佐野武治                                      | 乱                                           |
| 1985年 第39回 | 撮影特別賞     | 前田米造                                      | それから                                     |
| 1985年 第39回 | 撮影特別賞     | 豊岡定夫                                      | 四季の星座                                   |
| 1985年 第39回 | 録音特別賞     | 岩田広一、大野映彦                            | 妖精フローレンス                             |
| 1985年 第39回 | 照明特別賞     | 矢部一男                                      | それから                                     |
| 1990年 第44回 | 撮影賞         | 斎藤孝雄、上田正治                            | 夢                                           |
| 1990年 第44回 | 美術賞         | 村木与四郎、櫻木晶                            | 夢                                           |
| 1990年 第44回 | 録音賞         | 本間喜美雄、滝沢修                            | 老人と海                                     |
| 1990年 第44回 | 照明賞         | 佐野武治                                      | 夢                                           |
| 1990年 第44回 | 撮影特別賞     | 高岩仁                                        | 浪人街                                       |
| 1992年 第46回 | 撮影賞         | 森田富士郎                                    | 女殺油地獄                                   |
| 1992年 第46回 | 撮影賞         | 石井菫久                                      | 細胞性粘菌の行動と分化-解明された土壌の生態- |
| 1992年 第46回 | 美術賞         | 西岡善信                                      | 女殺油地獄                                   |
| 1992年 第46回 | 録音賞         | 橋本泰夫                                      | おろしや国酔夢譚                             |
| 1992年 第46回 | 照明賞         | 中岡源権                                      | 女殺油地獄                                   |
| 1993年 第47回 | 撮影賞         | 高羽哲夫、長沼六男                            | 学校                                         |
| 1993年 第47回 | 撮影賞         | 大木大介                                      | 変幻自在 田口善国 蒔絵の美                   |
| 1993年 第47回 | 美術賞         | 村木与四郎                                    | 虹の橋                                       |
| 1993年 第47回 | 録音賞         | 鈴木功、松本隆司                              | 学校                                         |
| 1993年 第47回 | 照明賞         | 熊谷秀夫                                      | 学校                                         |
| 1993年 第47回 | 特殊技術賞     | 江口憲一                                      | ゴジラvsメカゴジラ                           |
| 1993年 第47回 | 撮影特別賞     | 浜田毅                                        | 僕らはみんな生きている                       |
| 1993年 第47回 | 美術特別賞     | 竹中和雄                                      | 水の旅人 侍KIDS                              |
| 1993年 第47回 | 録音特別賞     | 宮内一男 西尾昇                               | ゴジラvsメカゴジラ                           |
| 1993年 第47回 | 照明特別賞     | 高屋齋                                        | 僕らはみんな生きている                       |
| 1993年 第47回 | 特殊技術特別賞 | 阪本善尚                                      | 水の旅人 侍KIDS                              |
| 1994年 第48回 | 撮影賞         | 加藤雄大                                      | ラストソング                                 |
| 1994年 第48回 | 撮影賞         | 井出情児                                      | ティンク・ティンク                           |
| 1994年 第48回 | 美術賞         | 稲垣尚夫                                      | 居酒屋ゆうれい                               |
| 1994年 第48回 | 録音賞         | 斉藤禎一                                      | 四十七人の刺客                               |
| 1994年 第48回 | 照明賞         | 大澤暉男                                      | ラストソング                                 |